# The Kid Who Collects Spider-Man
The Kid Who Collects Spider-Man (укр. Дитина, який Колекціонує Людину-Павука) — сюжетна лінія, написана Роджером Стерном і видана компанією Marvel Comics в коміксі The Amazing Spider-Man #248 в 1984 році. У ній розповідається про хлопчика, хворого на лейкемію, який зустрічається зі своїм героєм — людиною-павуком.
На думку багатьох фанатів і критиків дана історія є однією з найкращих в серіях коміксів про Людину-павука .

## Сюжет
Маленький Тім Харрісон лежить в ліжку. На уривку з газети написано, що він великий фанат Людини-павука і що він збирає про нього всі статті з газет. На радість Тіма в його кімнаті несподівано з'являється сама Людина-павук. Двоє знайомляться: Тім показує Людині-павуку свою колекцію статей про нього, Людина-павук розповідає Тіму про своє походження, про вбивство дядька Бена і про те, як він вирішив боротися зі злочинністю.
Нарешті, коли Людина-павук збирається піти, тім запитує його, хто він насправді. Після нетривалих роздумів Людина-павук знімає маску і каже Тіму, що його справжнє ім'я — Пітер Паркер, і що він працює в The Daily Bugle фотографом. Тім обіцяє Пітеру, що збереже його секрет. Людина-павук прощається з ним і йде. На ще одному уривку газети написано, що єдине бажання хлопчика — зустрітися з Людиною-павуком наживо, тому що він помре від лейкемії через кілька днів .